# Sabu to Ichi torimono hikae
Sabu to Ichi torimono hikae (佐武と市捕物控?) è un manga di Shōtarō Ishinomori. La serie è stata originariamente pubblicata sulla rivista Weekly Shōnen Sunday all'inizio del 1966; nel mese di aprile 1968 trasferisce la propria serializzazione nel primo numero del quindicinale Big Comic, dov'è stata pubblicata fino a quando la storia non si è conclusa quattro anni dopo.
Una nuova edizione italiana è stata edita dal 2023 da Hikari Edizioni di Torino, con il titolo "Sabu e Ichi: memorie di due detective dell'epoca Edo". Il manga è stato adattato in una serie televisiva anime.

## Trama
La serie segue le avventure di Sabu, un giovane "Edo bakufu" che fa l'investigatore e viaggia con il maestro spadaccino non vedente di nome Ichi. Nel corso dei loro viaggi, assistono la gente comune a risolvere i misteri e raddrizzano i torti (solitamente commessi da banditi o funzionari corrotti). Sabu è fidanzato con Midori, la figlia del suo capo, che lavora come un ufficiale di polizia per lo shogunato Tokugawa.

## Personaggi
- Sabu (佐武)

Un giovane e bel guerriero. La sua arma principale è un jitte attaccato ad una lunga corda di canapa; lui è un esperto ad utilizzarlo per catturare i criminali al fine di consegnarli alle autorità. Egli è originario di un villaggio povero e lavora per Saheiji.
- Ichi (市)

Un cieco esperto di massaggio per agopressione che è anche un maestro spadaccino. Lui è un amico intimo di Sabu e spesso lo aiuta a catturare i criminali. La sua spada è simile a quella utilizzata da Zatoichi. Tutti i capelli della sua testa (comprese le sopracciglia) sono rasati, e i suoi occhi sono di un color bianco latte a causa della sua cecità. Ha perso la vista a causa di essere stato preso a calci in faccia da un cavallo quando era molto giovane, e si è allenato con la spada da quel momento in poi.
- Midori (みどり)

La figlia di Saheji e fidanzata di Sabu.
- Saheiji (佐平次)

Un detective della polizia e capo di Sabu. Ha una costituzione assai debole, pertanto passa molto tempo a letto; generalmente si muove solo al fine di arrestare quelli che son stati catturati da Sabu.
- Tanabe Yasunobu (田辺 安之進)

Superiore di Saheji